# Euphorbia mahafalensis
Euphorbia mahafalensis är en törelväxtart som beskrevs av Denis. Euphorbia mahafalensis ingår i släktet törlar, och familjen törelväxter. IUCN kategoriserar arten globalt som sårbar.
Artens utbredningsområde är Madagaskar.

## Underarter
Arten delas in i följande underarter:
- E. m. mahafalensis
- E. m. xanthadenia